# Jan I (Saksonia-Lauenburg)
Jan I (ur. przed 1250, zm. prawdopodobnie 30 lipca 1285) – książę Saksonii-Lauenburg od 1261 z dynastii askańskiej.
Był starszym synem księcia saskiego Albrechta I oraz Heleny, córki księcia Brunszwiku Ottona I. Po śmierci ojca w 1261 dokonany został podział Saksonii między jego synów: Jan otrzymał część z Lauenburgiem, zaś młodszy brat Albrecht II z Wittenbergą. Początkowo jednak opiekę nad oboma małoletnimi braćmi sprawowała ich matka, obaj także wspólnie trzymali odziedziczoną po ojcu godność elektora Rzeszy i funkcję wójta miasta Lubeki. Po dojściu do lat pełnych aktywnie uczestniczył w polityce niemieckiej w Skandynawii. 
Po śmierci Jana Saksonia-Lauenburg przypadła jego trzem nieletnim synom (Janowi II, Albrechtowi III i Erykowi I), w ten sposób podział Saksonii na dwa księstwa stał się ostateczny. Synowie Jana zresztą później (w 1305) dokonali kolejnego podziału odziedziczonej po ojcu domeny. Wczesna śmierć Jana pozwoliła także jego bratu (który został opiekunem małoletnich władców Lauenburga) przejąć całkowicie uprawnienia elektorskie, choć potomkowie Jana upominali się o nie jeszcze przez kilkadziesiąt lat, jednak bezskutecznie.